# SPS 100/44
SPS 100/44 es el número de catálogo dado a un género aún sin nombrar de dinosaurio trodóntido descubierto en Mongolia. En la literatura científica es conocido como el "Trodóntido EK" ("EK troodontid" en inglés, debido a que fue descubierto en sedimentos del Cretácico Inferior - Early Cretaceous, en inglés).

## Descubrimiento

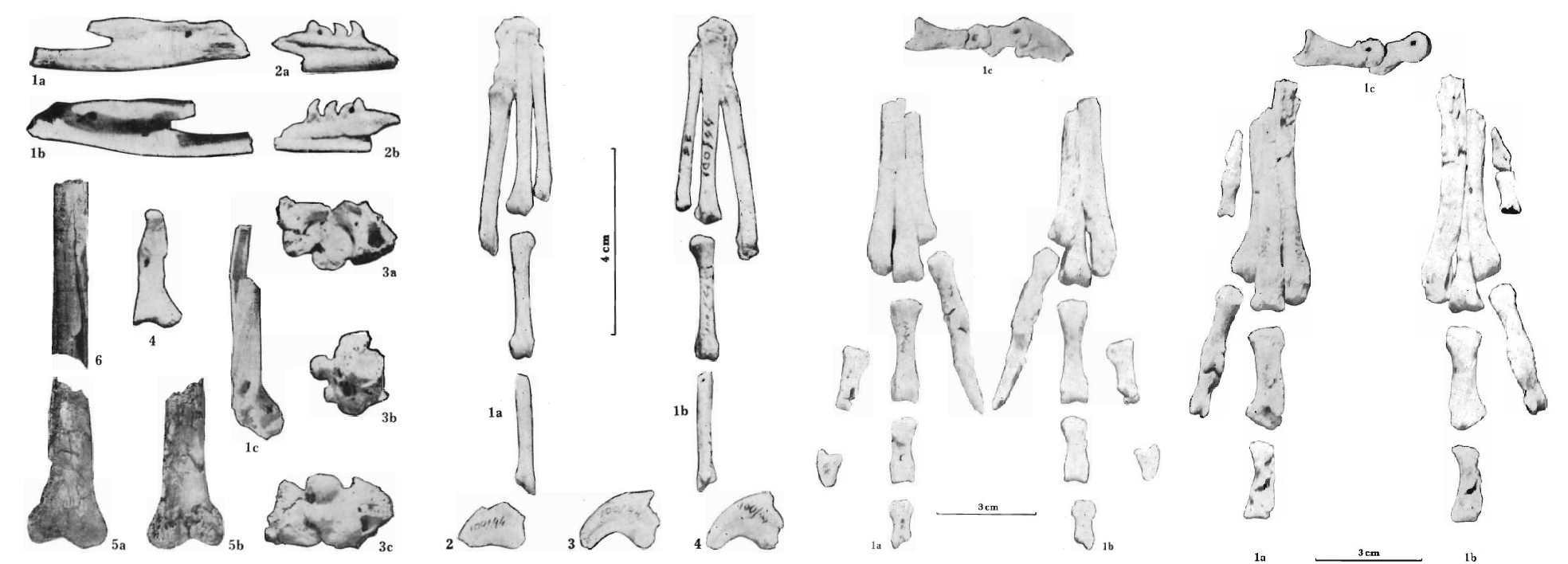
Los restos conocidos de SPS 100/44

SPS 100/44 fue descubierto por S.M. Kurzanov durante la expedición paleontológica Soviético-Mongola de 1979. Fue encontrado en sedimentos de Barunbayaskaya Svita en la localidad Khamareen Us, Dornogov (sureste del desierto de Gobi), en la República Popular de Mongolia.

## Descripción
SPS 100/44 fue descrito por Rinchen Barsbold y colegas en 1987. Sus restos fósiles incluyen un esqueleto incompleto consistente en el neurocráneo, partes posteriores de la mandíbula inferior, un fragmento maxilar con dientes, partes de cinco vértebras cervicales, una mano derecha articulada con un hueso semilunado parcial, la primera falange de la mano izquierda, el extremo distal del fémur izquierdo, y fragmentos de ambos pies. Barsbold señaló que el espécimen era pequeño y de sedimentos más antiguos que otros trodóntidos conocidos, pero tiene algunas características del cráneo que podrían corresponder a las de un juvenil. Barsbold también indicó que el alto grado de fusión de los huesos del cráneo y la morfología inusual del pie indicaban que podría ser un adulto de un taxón desconocido. Barsbold prefirió tomar una posición conservadora y no le dio nombre al espécimen debido a que el ejemplar no estaba suficientemente completo como para excluir la posibilidad de que fuera un joven de algún género ya conocido de trodóntido. 
Barsbold también que la mano articulada naturalmente de SPS 100/44 no mostraba signos de un tercer dígito oponible, como fue sugerido para Troodon por Russell y Seguin en 1982.
Turner y colegas, en 2007, encontraron que el trodóntido EK era efectivamente un género diferente e innombrado de trodóntido basal, en una politomía con Jinfengopteryx y un clado de trodóntidos más derivados.